# Rivière Maganasipi
Rivière Maganasipi är ett vattendrag i Kanada.   Det ligger i provinsen Québec, i den sydöstra delen av landet, 220 km väster om huvudstaden Ottawa.
I omgivningarna runt Rivière Maganasipi växer i huvudsak blandskog. Trakten runt Rivière Maganasipi är nära nog obefolkad, med mindre än två invånare per kvadratkilometer.